# Goggia hexapora
Goggia hexapora är en ödleart som beskrevs av  William Roy Branch BAUER och GOOD 1995. Goggia hexapora ingår i släktet Goggia och familjen geckoödlor. IUCN kategoriserar arten globalt som livskraftig. Inga underarter finns listade i Catalogue of Life.